# Ламонт (Оклахома)
Ламонт (енгл. Lamont) град је у америчкој савезној држави Оклахома.

## Демографија
По попису из 2010. године број становника је 417, што је 48 (-10,3%) становника мање него 2000. године.
| Група             | 2000.       | 2010.       |
| Белци             | 434 (93,3%) | 376 (90,2%) |
| Афроамериканци    | 0 (0,0%)    | 0 (0,0%)    |
| Азијати           | 0 (0,0%)    | 0 (0,0%)    |
| Хиспаноамериканци | 8 (1,7%)    | 33 (7,9%)   |
| Укупно            | 465         | 417         |